# مگس سیاه مرکبات
مگس سیاه مرکبات (نام علمی: Aleurocanthus woglumi) نام یک گونه از تیره مگس سفید است.